# Swat the Fly
Swat the Fly es un corto de animación estadounidense de 1935, de la serie de Betty Boop. Fue producido por los estudios Fleischer y distribuido por Paramount Pictures. En él aparecen Betty Boop y Pudgy, su mascota canina.

## Argumento
Mientras Betty, en la cocina, prepara la masa para una tarta y Pudgy descansa plácidamente, una mosca viene a turbar la paz. Tras molestar sucesivamente a Betty y al perrito, se inicia por parte de ellos una alocada cacería de consecuencias desastrosas.

## Producción
Swat the Fly es la trigésimo novena entrega de la serie de Betty Boop y fue estrenada el 19 de abril de 1935.